# Holzbearbeitung

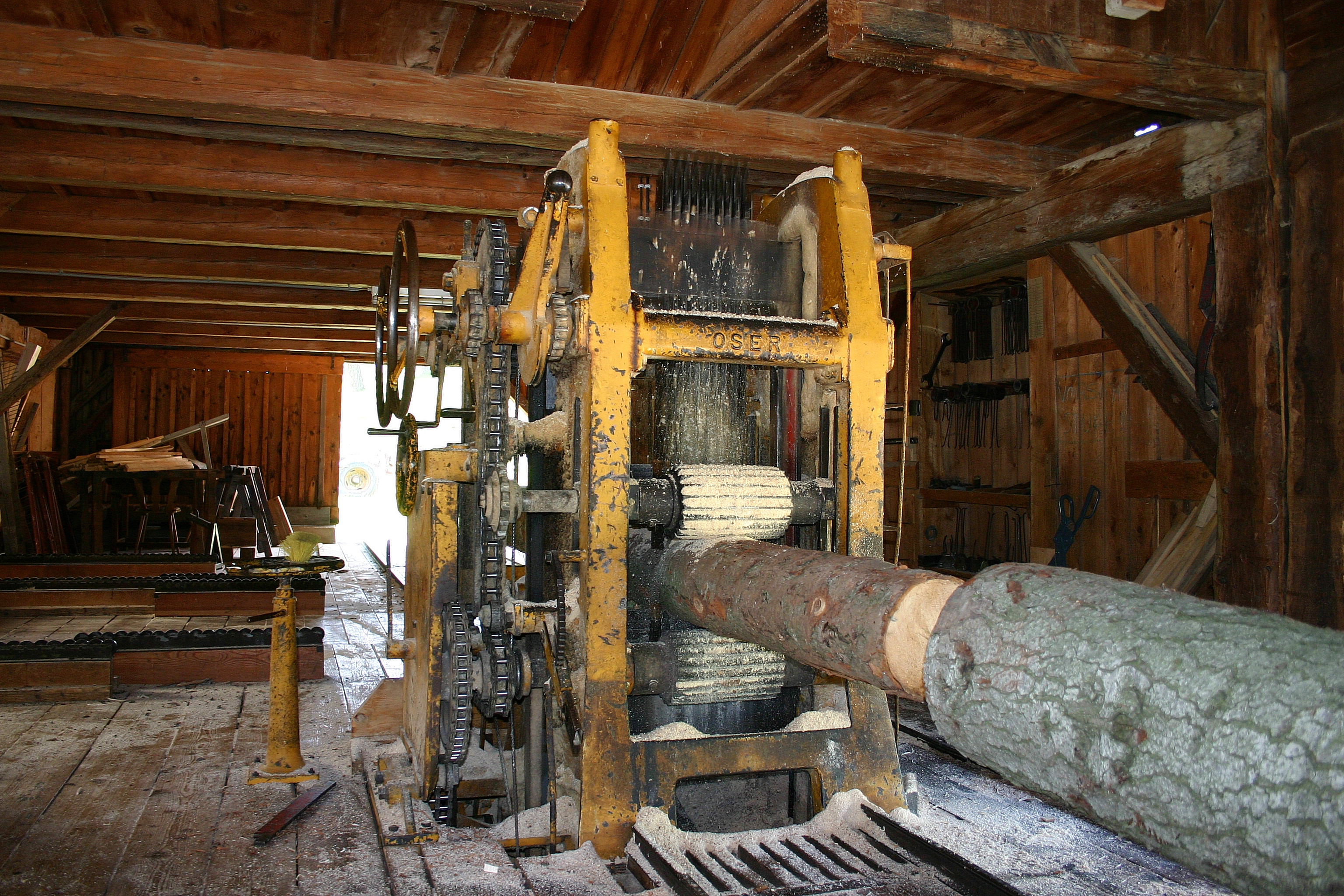
Alte Gattersäge in einem Sägewerk (Puchberg am Schneeberg)

Der Begriff Holzbearbeitung beschreibt die grundsätzlichen Techniken zur Bearbeitung und Herstellung von Oberflächen aus Holz. Diese Techniken sind die Grundlage für die Holzverarbeitung. Die formgebenden Bearbeitungsmethoden sind entweder zerspanend oder abrasiv (schabend). Auch farbliche oder strukturierende Bearbeitungsmethoden fallen unter den Begriff Holzbearbeitung, sind jedoch dekorativer Natur.
Holzbearbeitungsmethoden sind u. a. Sägen, Spalten, Hobeln, Bohren, Schaben, Schleifen und Schnitzen – weiterhin auch die Oberflächenbehandlung mittels Farben, Chemikalien, Lacken und Ölen.
Holzbearbeitung wird in den verschiedensten Berufen angewandt, wie Tischler, Zimmermann, Sägewerker und Drechsler. Aber auch Bootsbauer, Zupfinstrumentenmacher und Klavierbauer. Im künstlerischen Bereich gibt es die Bildschnitzer.

## Holzwerkzeuge
Seit jeher werden Werkzeuge zur Bearbeitung von Holz eingesetzt. Waren diese ursprünglich sehr primitiv aus Feuerstein und Knochen gefertigt, so hat sich durch immer wieder neu entdeckte Metalle wie Kupfer, Bronze, Eisen und Stahl über die Jahrtausende unser modernes Holzbearbeitungswerkzeug entwickelt. Mit diesen Werkzeugen wird Holz strukturell bearbeitet. Das bedeutet, dass nach der Bearbeitung immer weniger Material vorhanden ist als beim Ausgangsprodukt. Diese Abfallprodukte nennt man Späne, Staub oder Sägemehl. Diese Werkzeuge gibt es in unterschiedlichen Formen und Größen, die sich mitunter sehr voneinander unterscheiden. Deshalb sind im Nachfolgenden nur die Grundformen aufgeführt.
- Hobel
- Bohrer
- Ziehklinge
- Beitel
- Schleifpapier
- Stahlbürste
- Kugelstrahlen
- Axt/Beil
- Raspel/Feile
- Messer
- Säge

## Holzbearbeitungsmaschinen
In modernen holzverarbeitenden Betrieben wird überwiegend mit motorisiertem Werkzeug gearbeitet. Es kommen Maschinen mit Verbrennungsmotor, Elektromotor und pneumatischen Antrieben zum Einsatz. Durch pneumatischen Antrieb wird Funkenschlag vermieden, durch den eine Staubexplosion ausgelöst werden kann. Maschinen mit Verbrennungsmotor können nur außerhalb geschlossener Räume betrieben werden. Bis heute werden vereinzelt Wasserräder zum Antrieb genutzt deren Kraft über Transmission auf die Maschinen übertragen wird. Alle Maschinen gibt es in verschiedenen Ausführungen und Formen, je nach Anforderung als stationäre Einrichtung oder als Handmaschine.
- Kettensägen
- Gattersägen
- Bandsägen
- Kreissägen
- Dickenhobelmaschinen
- Abrichthobelmaschinen
- Bohrmaschinen
- Drechselbank
- Schleifmaschinen
- Fräsen

## Oberflächenbearbeitung
Zur Bearbeitung der Oberflächen von Holzwerkstoffen werden neben der traditionellen Ziehklinge überwiegend spanende Bearbeitungsverfahren ohne geometrisch definierte Schneide eingesetzt.
Nach dem Hobeln und Fräsen werden Oberflächen zumeist durch mehrere Schleifgänge auf das Beschichten vorbereitet.
Um unebene Oberflächen zu bearbeiten oder die Maserung des Holzes plastisch herauszuarbeiten, werden mit Schleifborsten oder Metalldraht besetzte Schleifbürsten auf mobilen oder stationären Bürstenmaschinen verwendet. Siehe Bürstspanen.

## Oberflächenbehandlung
Zum Schutz vor Witterungseinflüssen und mechanischer Beanspruchung werden Lacke, Wachse und Öle verwendet, die auch pigmentiert sein können.
Wachse sind nicht witterungsbeständig und ziehen nicht ins Holz ein. Sie können die Poren des Holzes verschließen, die Oberfläche geschmeidig machen und Glanz erzeugen, müssen jedoch nach mechanischer Beanspruchung in gewissen Abständen neu aufgetragen werden.
Der natürliche Farbton des Holzes kann mittels Bleichmitteln (wie Oxalsäure und Wasserstoffperoxid) und alkalischen Lösungen (wie Seifenlauge oder Natronlauge) aufgehellt und durch Beizen (Färben) verändert werden.
Das Imprägnieren dient dem Schutz vor Schimmelpilzen, Fäulnis und Holzschädlingen. Imprägnierungen sind beim Bauschnittholz häufig zur Kennzeichnung eingefärbt.

## Sonstige Bearbeitungsarten
Biegen und Dämpfen stellen Sonderformen der Holzbearbeitung dar, da sie zwar formgebend sind, aber kein Material abgetragen wird.

## Bilder

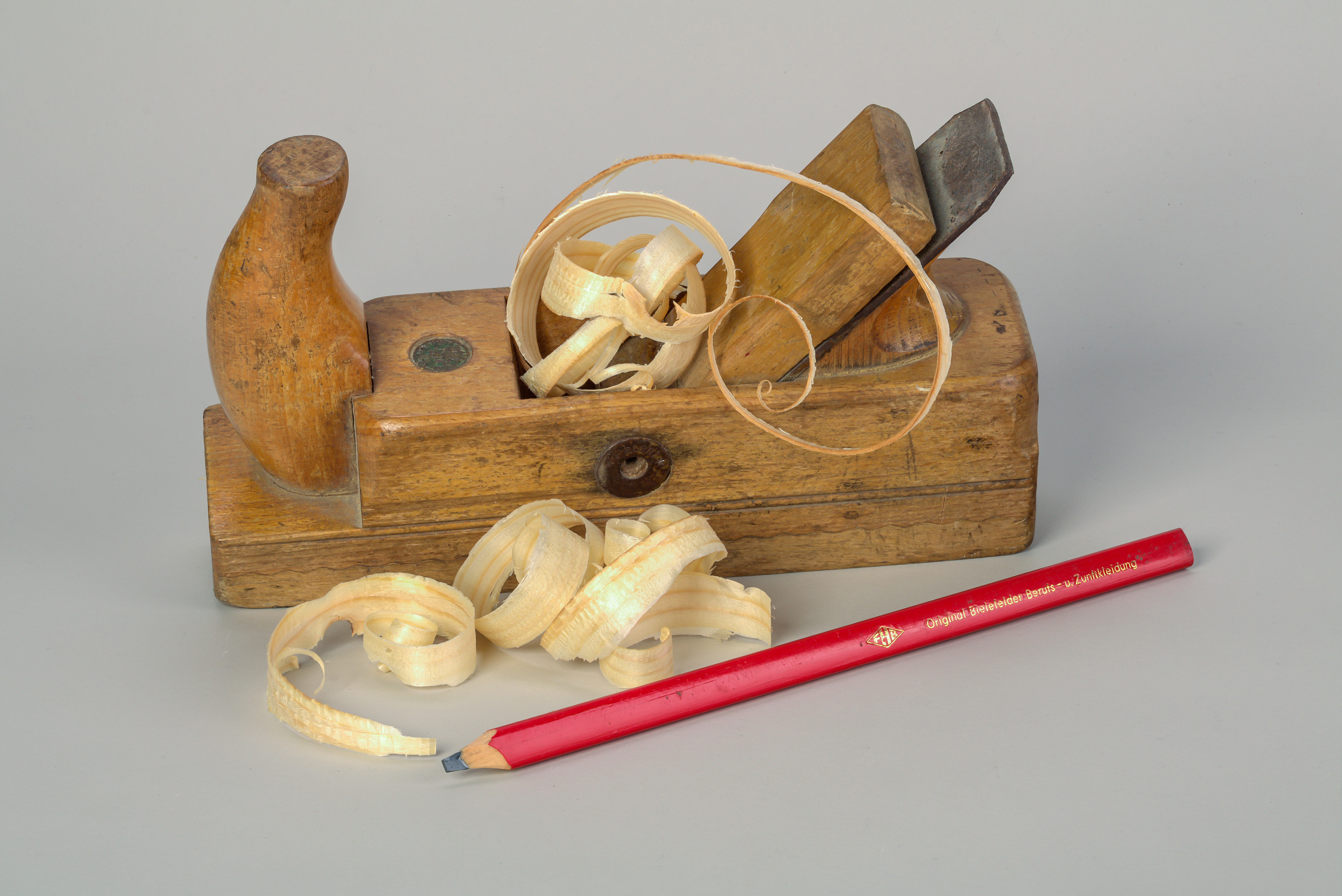
Hobel mit Hobelspänen
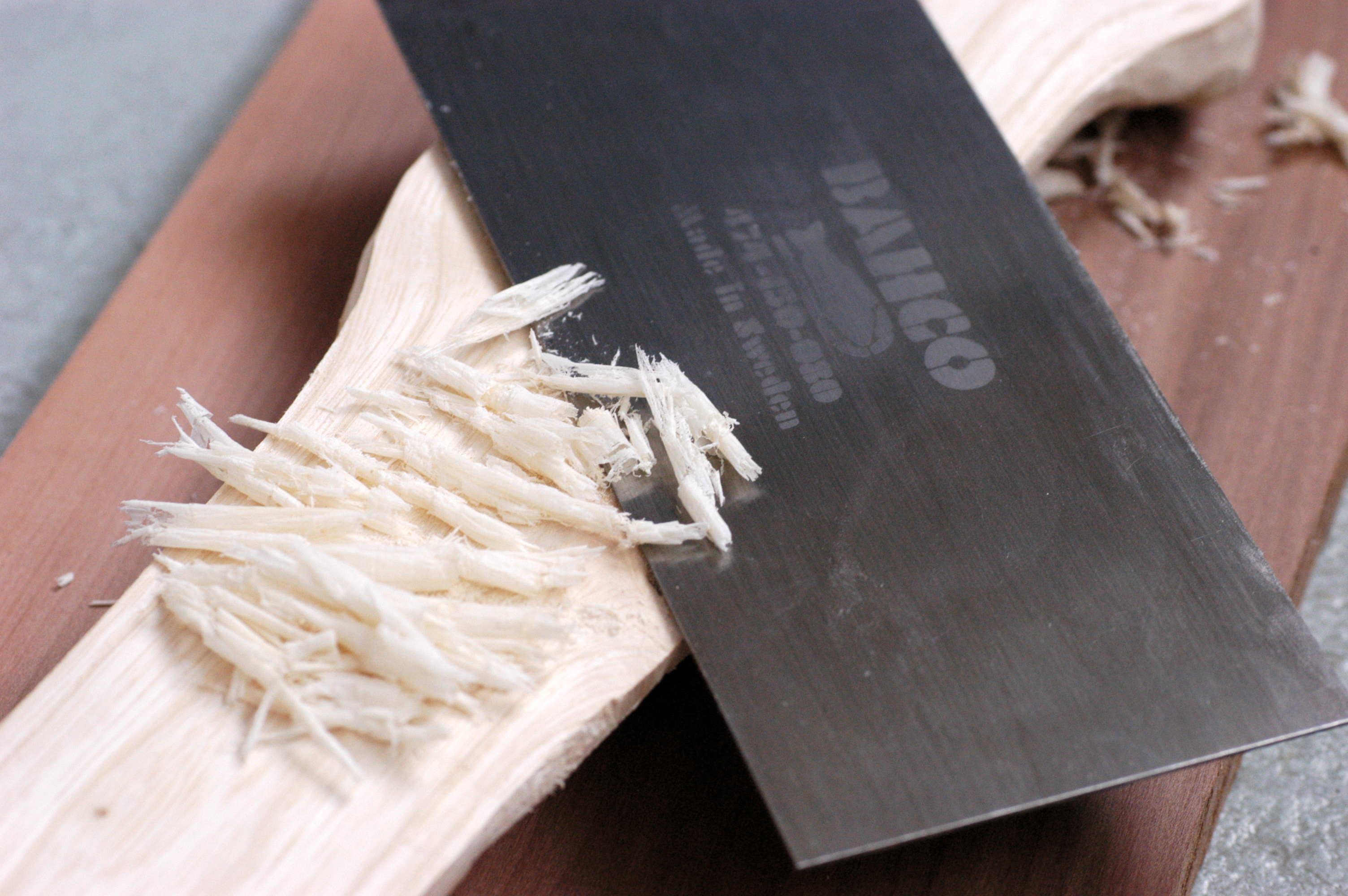
Ziehklinge
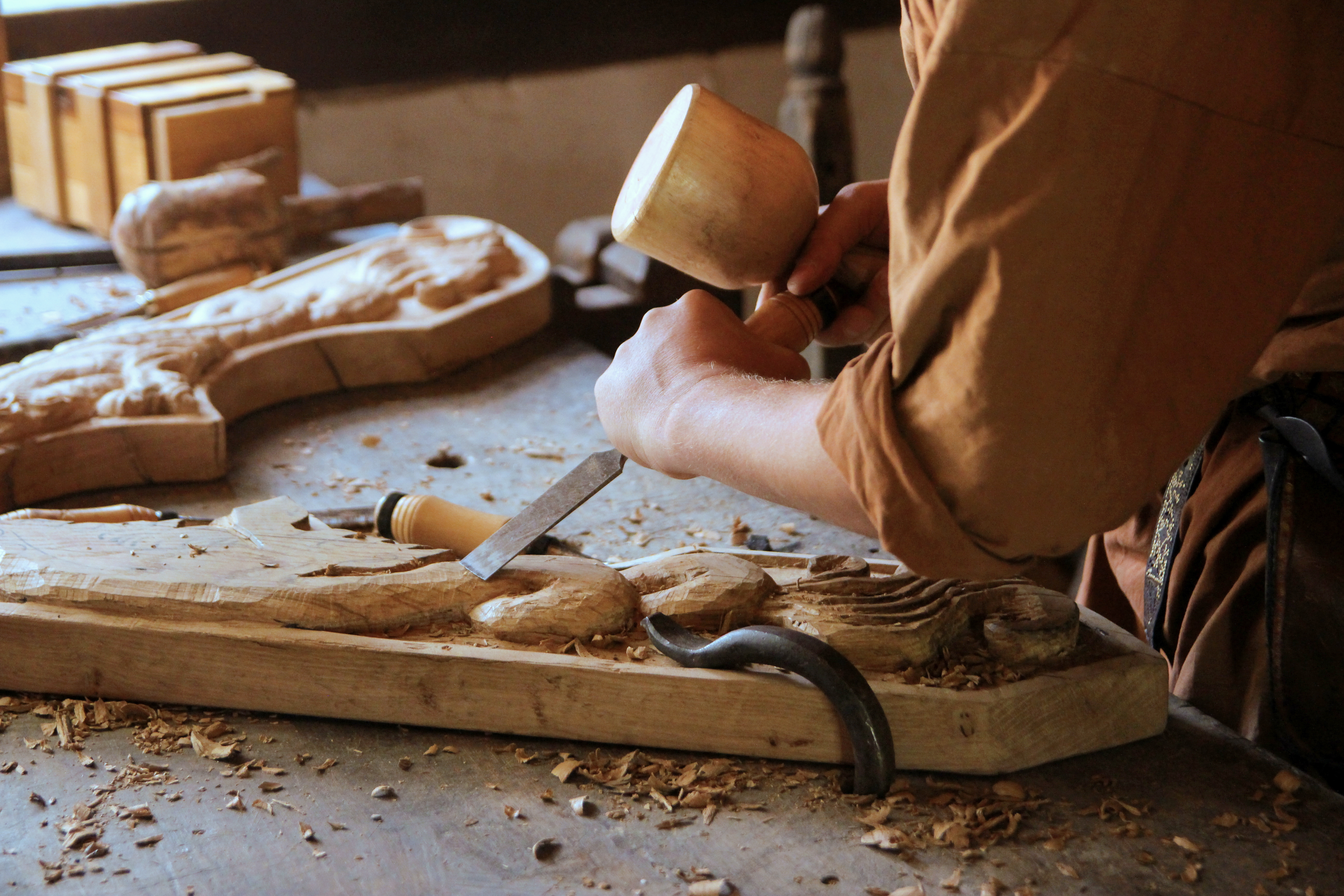
Arbeit mit Beitel
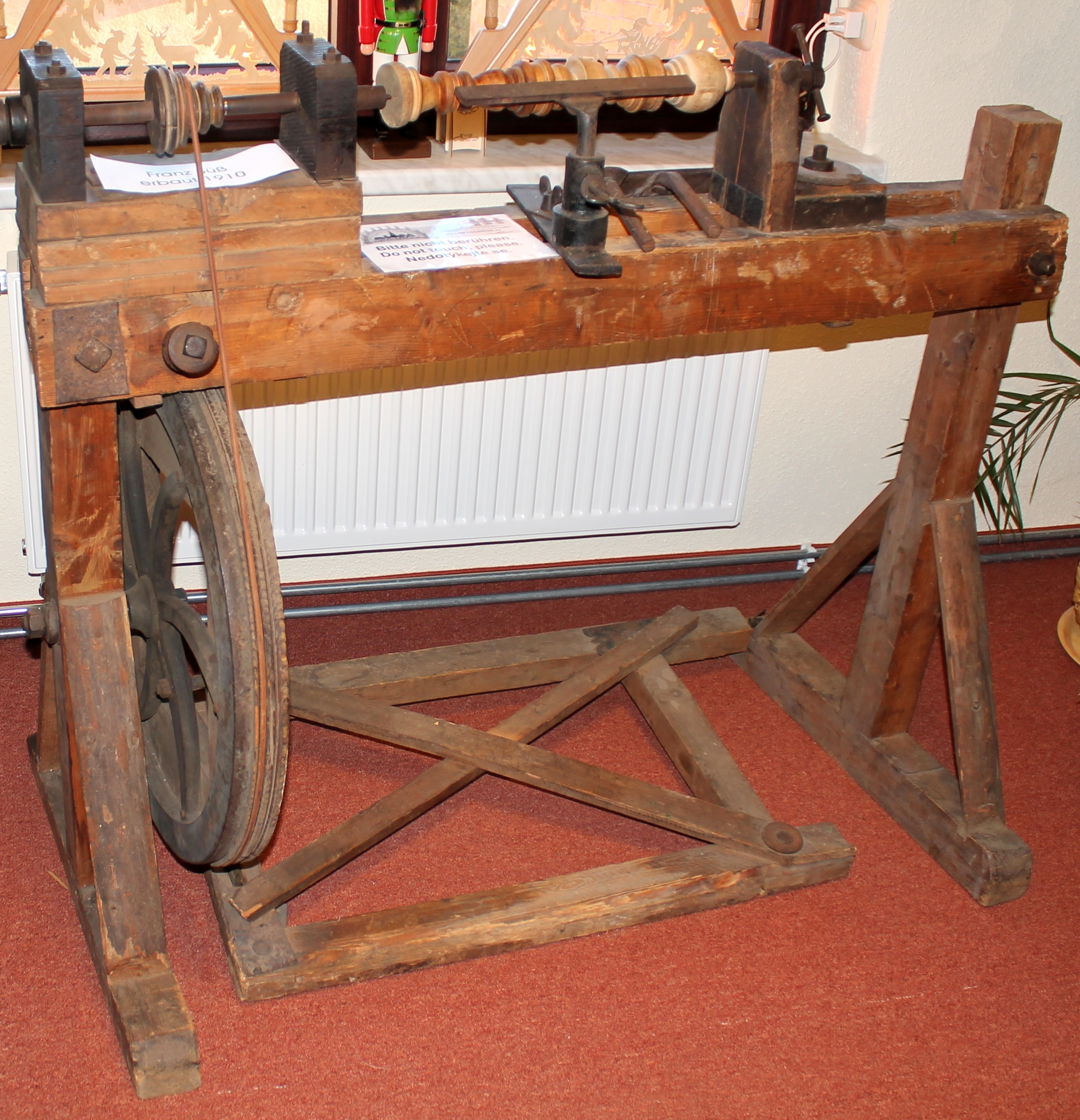
Klassische Drechselbank
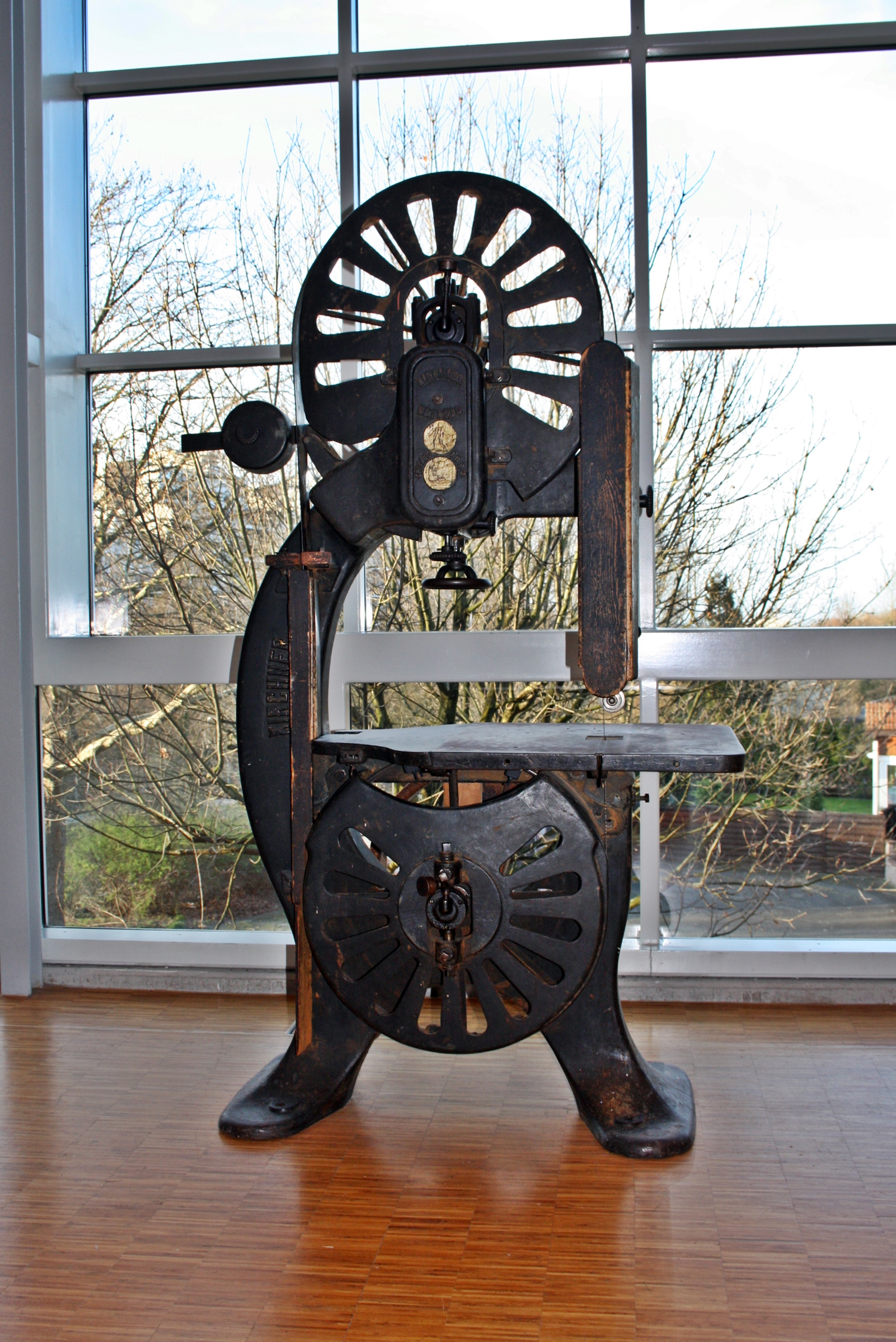
Bandsäge
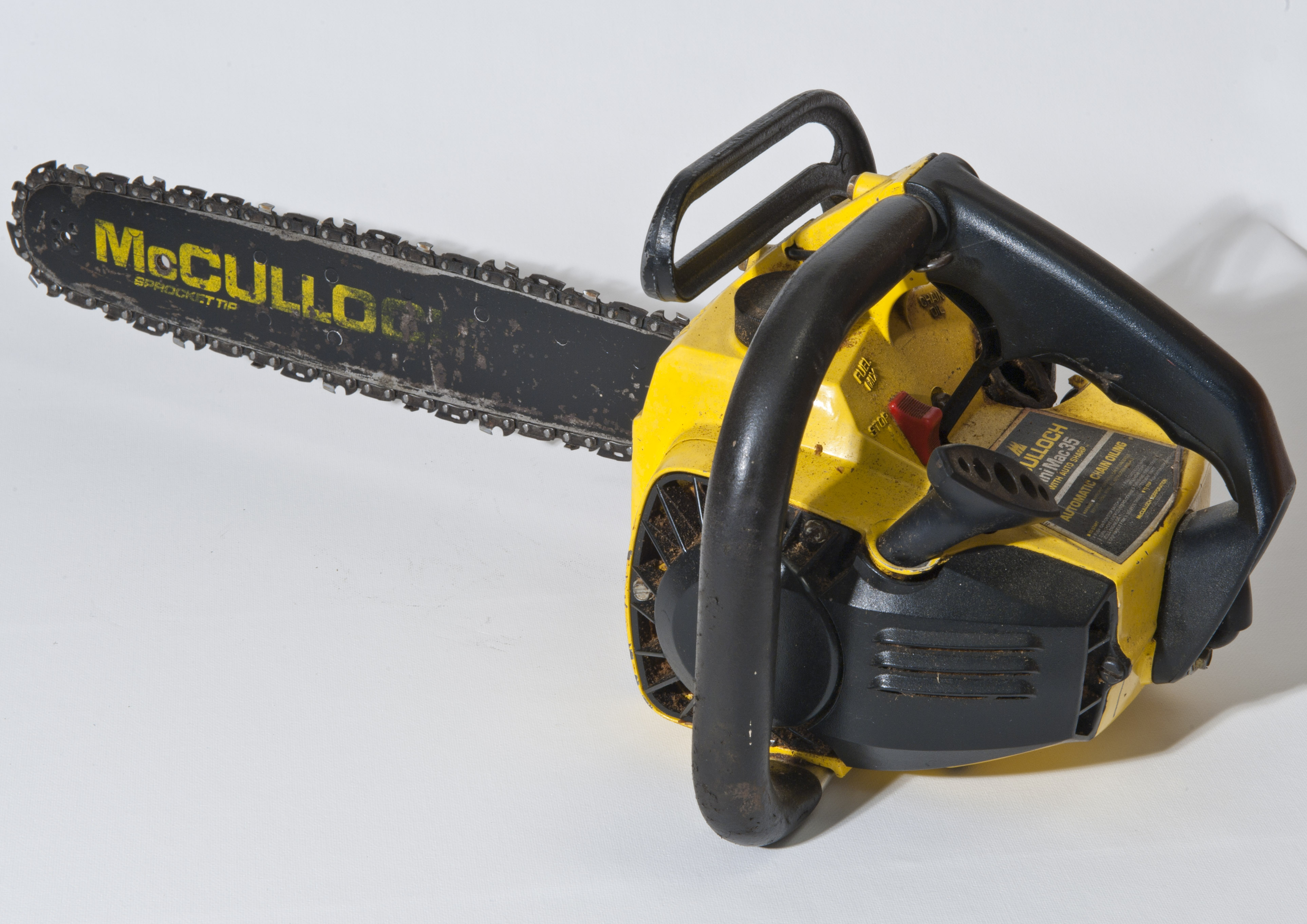
Kettensäge
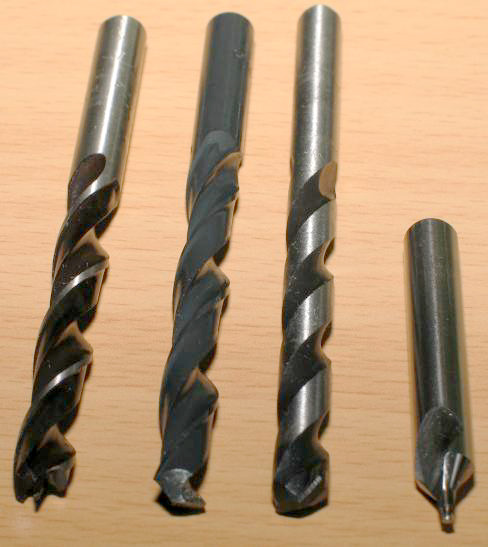
Verschiedene Bohrer; links: Holzbohrer mit Zentrierspitze
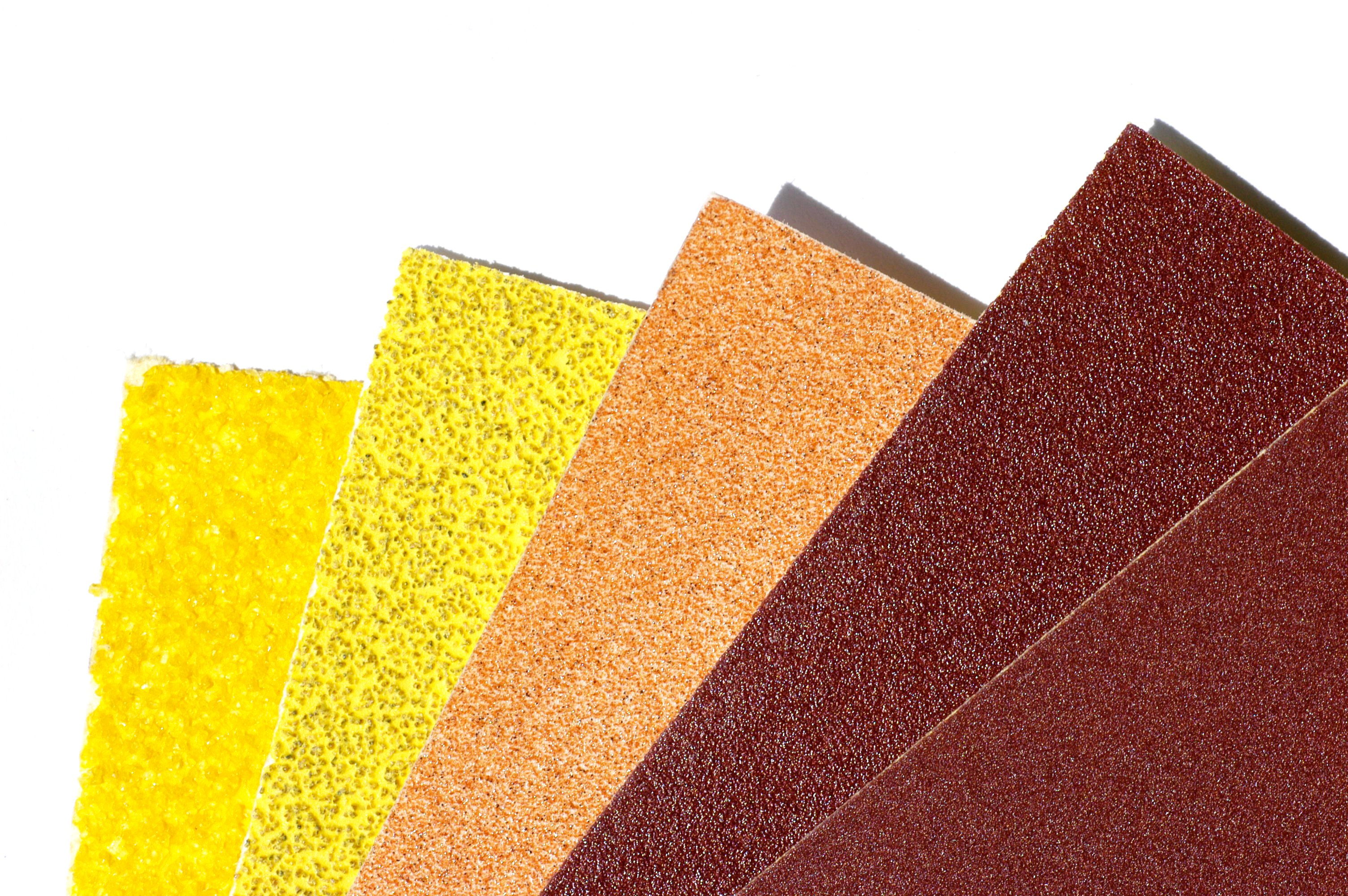
Schleifpapiere
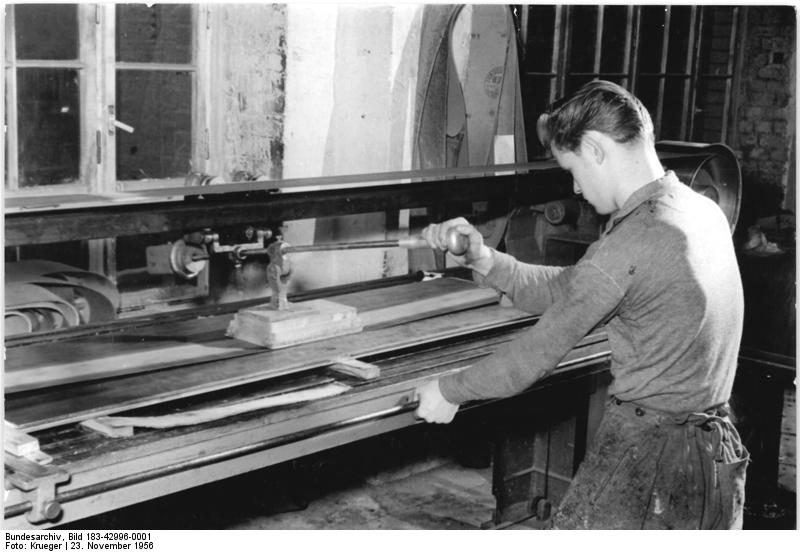
Schleifmaschine
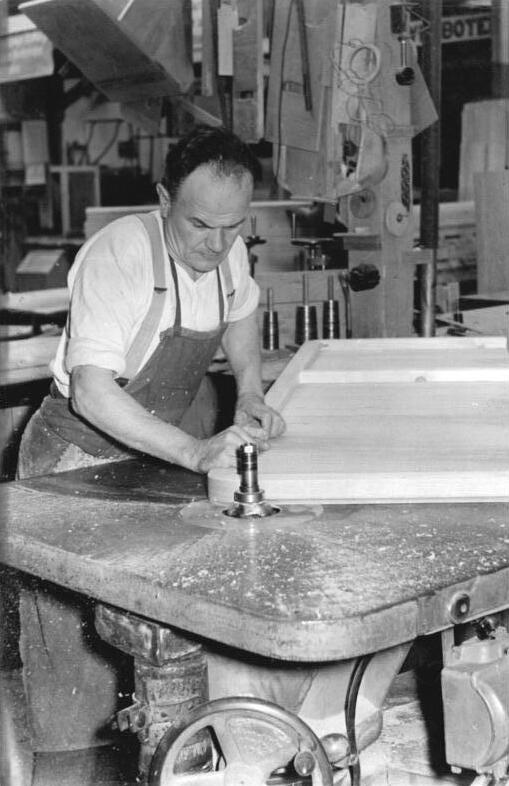
Tischfräse